# Lars Ivar Hising
Lars Ivar Hising, född 21 oktober 1927 i Oscars församling i Stockholm, död 4 augusti 2022 i Uppsala Helga Trefaldighets distrikt i Uppsala län, var en svensk industriman och ämbetsman.

## Biografi
Hising avlade studentexamen 1945. Han avlade civilingenjörsexamen som bergsingenjör vid Tekniska högskolan i Stockholm 1950 och var assistent där 1950. Han var laboratorieingenjör vid Uddeholms AB 1951–1956 och avdelningschef där 1956–1963. Åren 1964–1986 tjänstgjorde han vid Sandvik AB: som överingenjör 1964–1967, som direktör och chef för Coromantverktyg 1967–1975, som divisionschef för hårdmetall 1975–1980 och som vice verkställande direktör 1980–1986. Hising var landshövding i Gävleborgs län 1986–1992.
Hising var därtill styrelseordförande i Gävleborgs forsknings- och utvecklingsstiftelse, medlem av Kungliga Ingenjörsvetenskapsakademiens industriella råd, och styrelseordförande i Förbundet för Sveriges folkförsvar.